# ベルンハルト・カッツ

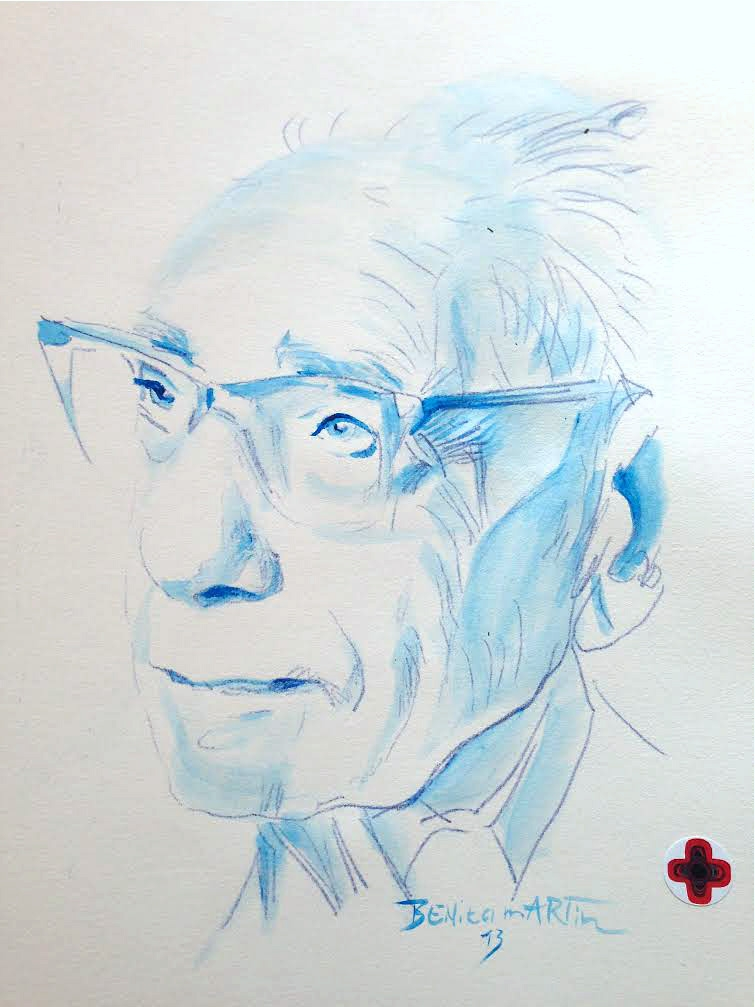
ベルンハルト・カッツ

ベルンハルト・カッツ（Bernhard Katz）あるいはサー・バーナード・カッツ（Sir Bernard Katz, 1911年3月26日 - 2003年4月20日）は、ドイツ出身のイギリスの生理学者。神経末梢部における伝達物質の発見と研究により、1970年ジュリアス・アクセルロッド、ウルフ・スファンテ・フォン・オイラーと共にノーベル生理学・医学賞を受賞した。

## 経歴
ライプツィヒ出身。ライプツィヒ大学医学部卒業。アドルフ・ヒトラーによるユダヤ人弾圧を避けて、1935年2月にイギリスに渡った。1952年にユニヴァーシティ・カレッジ・ロンドン教授に就任し、王立協会の会員に選ばれた。

## 受賞歴
- 1961年 - クルーニアン・メダル
- 1967年 - コプリ・メダル
- 1970年 - ノーベル生理学・医学賞
- 1989年 - コテニウス・メダル
- 1990年 - ラルフ・W・ジェラルド賞